# Бонвал (Савоја)
Бонвал (фр. Bonneval) насеље је и општина у источној Француској у региону Рона-Алпи, у департману Савоја која припада префектури Албервил.
По подацима из 2011. године у општини је живело 104 становника, а густина насељености је износила 5,31 становника/km². Општина се простире на површини од 19,58 km². Налази се на средњој надморској висини од 1008 метара (максималној 2493 m, а минималној 417 m).

## Демографија
| 1962. | 1968. | 1975. | 1982. | 1990. | 1999. | 2011. |
| ----- | ----- | ----- | ----- | ----- | ----- | ----- |
| 150   | 177   | 133   | 123   | 126   | 103   | 104   |

График промене броја становника у току последњих година